# Матфий (Бережной)
Матфий (в миру Матвей Семёнович Бережной или Бережный; 1884—1937) — епископ православной церкви, обновленческий архиепископ Омский.

## Биография
Родился 9 августа 1884 г. в слободе Петровка Павловского уезда Воронежской губернии в крестьянской семье. Украинец. Окончил Воронежскую духовную семинарию и Московскую духовную академию.

## Первая мировая война
С 1914 г. священник церкви 249-го пехотного Дунайского полка и при лазарете 63-й пехотной дивизии Западного фронта. В августе 1915 г. захвачен в немецкий плен, где имел возможность свободно передвигаться и исполнять пастырские обязанности. В конце августа 1916 г. арестован за призывы к свержению власти в Германии. Направлен в штрафное отделение крепости Нойберг. 15 декабря 1918 г., после начавшейся революции в Германии, был репатриирован в Россию.

## После войны
С 1920 г. священник Киевской епархии. С 1921 г. священник Димитриевской церкви г. Киева. В 1922 г. примкнул к киевской группе «Живой Церкви». С 21 декабря 1922 г. заместитель председателя Киевского Епархиального Управления. Возведен в сан протоиерея. 1 июля 1923 г., будучи в браке, хиротонисан во епископа, викария Харьковской епархии. С декабря 1923 г. проживал в Москве. С 1 февраля 1924 г. обучался в Московской богословской академии.

## Арест. Бутырка-Соловки
9 сентября 1924 г. арестован у своей тещи в г. Боброве Воронежской губернии. 3 октября 1924 г. этапирован в Бутырскую тюрьму. 7 февраля 1925 г. постановлением Особого Совещания при Коллегии ОГПУ приговорен к 3 годам концлагеря. Этапирован в Соловецкий лагерь. Освобожден досрочно.

## 1928—1932
В 1928 г. окончил Московскую богословскую академию.
С 1928 г. епископ Моршанский.
С 1929 г. епископ Омский.
В 1930 г. возведен в сан архиепископа.
С 1931 г. архиепископ Серпуховский, викарий Московской епархии. Одновременно настоятель Покровской церкви с. Головково Солнечногорского района Московской области.
С 1932 г. временно управляющий Орехово-Зуевской епархией.

## 1932—1936
С ноября 1932 г. заведующий совхозом «Коллективный» Мытищенского района Московской области. Из совхоза уволен 16 февраля без объяснения причин.
В феврале 1933 г. арестован по обвинению в злостной бесхозяйственности, которая нанесла крупный материальный ущерб совхозу, и приговорен к трем годам лишения свободы. На следствии показал следующее: «Я принял 4 лошади, 12 коров, 202 курицы, 42 свиньи. При сдаче же мною совхоза — в нем было в наличии: 1 лошадь (одна издохла и две прирезаны по случаю отсутствия кормов), 9 коров, 135 курей, свиней же совершенно не осталось, так как из них 4 издохли, 9 зарезаны и 29 проданы».
Из обвинительного заключения от 16 марта 1933 года:
«Летом 1932 г. в г. Орехово-Зуево прибыл архиепископ Матвей Бережный, имевший своей задачей руководство церквами, расположенными на территории б. Орехово-Зуевского округа. Ознакомившись со своей „работой“, Бережный начал заниматься к-р агитацией среди верующих и попов, при каждом случае высказывался против коллективизации с.х. и развития тяжелой индустрии»
19 марта 1933 г. постановлением Тройки при ПП ОГПУ в Московской области приговорен к 3 годам исправительно-трудовых лагерей. Этапирован в Бамлаг.
С 1936 г. учитель истории неполной средней школы г. Павловска Воронежской области.

## Арест и расстрел
21 сентября 1937 г. арестован. 20 сентября 1937 г. постановлением Специальной Коллегии Воронежского областного суда приговорен к 10 годам исправительно-трудовых лагерей. 25 сентября 1937 г. постановлением Тройки УНКВД СССР по Воронежской области приговорен к высшей мере наказания. Расстрелян 5 октября 1937 года в Воронеже.

## Реабилитация
Реабилитирован в 1989 г. и в 1993 г.